# レピュテーション (ダスティ・スプリングフィールドのアルバム)
| 専門評論家によるレビュー | 専門評論家によるレビュー |
| レビュー・スコア         | レビュー・スコア         |
| 出典                     | 評価                     |
| ------------------------ | ------------------------ |
| Allmusic                 | [ 1 ]                    |

『レピュテーション』(Reputation) は、イギリスの歌手ダスティ・スプリングフィールドの13作目、リリース順では12枚目のスタジオ・アルバム。イギリスやヨーロッパでは1990年6月にリリースされたが、これは当時8年ぶりのアルバム・リリースであり、さらに母国イギリスでのリリースは1979年の『Living Without Your Love』以来久々のことであった。1970年代後半から1980年代初めにかけて、成功しなかったアルバムを何枚か出した後、彼女はこのアルバムでようやく再び活動を軌道に乗せ、遅まきながら、イギリス最高の「ブルー・アイド・ソウル」歌手としての再評価と認知を、音楽評論家たちのみならず一般の人たちからも獲得した。おもにペット・ショップ・ボーイズとジュリアン・メンデルソーンがプロデュースにあたり、イギリスを中心に18か月にわたってレコーディングがおこなわれたこのアルバムは、リリースから2週間で6万枚を売ってチャートの18位まで上昇し、1970年代の『From Dusty With Love』以来のチャート成績と売り上げを記録したヒット・アルバムとなった。

## 背景
1987年の遅い時期に、スプリングフィールドは、レコーディングの機会を求めてイギリスへ戻ることを考えるようになっていたが、これはペット・ショップ・ボーイズと共演したシングル「とどかぬ想い (What Have I Done to Deserve This?) がきっかけとなっていた。ペット・ショップ・ボーイズは、このシングルの制作にあたってスプリングフィールドのマネージャーに接触し、デュエット相手のゲスト・ボーカルとして参加できないかと打診した。ペット・ショップ・ボーイズの作品を気に入っていたスプリングフィールドは、このオファーを受け、この曲は世界中で大ヒットしてイギリスでもアメリカ合衆国でも最高2位となり、彼女にとってはアメリカ合衆国における最大のヒット曲となった。スプリングフィールドは、この成功によってレコーディングへの自信を新たにし、一般の人々の彼女の作品への関心も高まって、さらにもう1曲、ペット・ショップ・ボーイズが彼女を想定して書いた曲「ナッシング・ハズ・ビーン・プルーヴド (Nothing Has Been Proved)」もヒットした。この曲は、1963年のいわゆるプロヒューモ事件を描いた1989年の映画で、ジョン・ハートとジョアンヌ・ウォーリーが主演した『スキャンダル』のために書かれていた。「ナッシング・ハズ・ビーン・プルーヴド」はイギリスでトップ20入りし、さらに続いて「イン・プライヴェート (In Private)」もヒットして、イギリスで最高14位となった。「イン・プライヴェート」はアメリカ合衆国では発売されなかったが、ダンス・フロアでヒットし、1990年はじめには、『ビルボード』誌のホット・ダンス・クラブ・プレイ Hot Dance Club Play) のチャートで、最高14位まで上昇した。これらのヒット曲の収録も含め、ペット・ショップ・ボーイズはこのアルバム収録曲のほぼ半数でスプリングフィールドと共同作業をしており、オリジナルのアナログLPでは、アルバム後半のB面にそれらが集められていた。一方、A面には、ペット・ショップ・ボーイズと長く協力してきたアンディ・リチャーズ、スウィング・アウト・シスターのプロデューサーであるポール・ステイヴリー・オダフィや、ダン・ハートマンが手がけた曲が収録された。そのうち3曲は、ペット・ショップ・ボーイズの共同プロデューサーであるジュリアン・メンデルソーンがリミックスした。批評家たちは『レピュテーション』を高く評価して、このアルバムはスプリングフィールドにとって長い時間をかけてようやく報われた作品だとし、アルバムからはさらに2曲、タイトル曲の「レピュテーション (Reputation)」と、ルパート・ハインとジャネット・オブストイが書いたバラード曲「もう離れられない (Arrested by You)」がシングル・カットされた。
ダン・ハートマンは、このアルバムに、「センド・イット・トゥ・ミー (Send It to Me)」、「時の流れに残されて (Time Waits for No One)」、「生まれたままで (Born This Way)」の3曲を提供している。「時の流れに残されて」は、ハートマンとホリー・ナイトが書いた曲である。彼はまた、様々な楽器を演奏しており、バックボーカルも担当した。1990年のインタビューの中で、スプリングフィールドは「レコード会社は、間違いなく、（このアルバムを）できるだけこの国（イギリス）のものにしたかったのよ。まあ結局は（アメリカ人の）ダン・ハートマンは渋々認めたんだけど、でも基本的に、できる限りブリティッシュにしたがってたわ。」と明かしている。ハートマンの3曲は、彼が所有するコネチカット州の川辺の家に設けていたマルチ・レヴェル・スタジオ (Multi Level Studios) で収録された。このセッションの間、スプリングフィールドは、親友のヘレン・セラリー (Helene Sellery) と一緒にハートマンの家に泊まり込んでいたが、ハートマンはスプリングフィールドの声の細かいところがなかなか気に入らず、何度もやり直しを求めたため、レコーディングは当初の予定より時間がかかったと伝えられている。

## リリース
アルバム『レピュテーション』に続いて、1990年の遅い時期にビデオ集『Reputation – The Videos』がイギリスとヨーロッパにおいてVHSで、EMI傘下のピクチャー・ミュージック・インターナショナルからリリースされ、「ナッシング・ハズ・ビーン・プルーヴド」、「イン・プライヴェート」、「レピュテーション」、「もう離れられない」のプロモーション・ビデオや、スプリングフィールドへのインタビューが収録され、さらに5曲めとしてアルバム収録曲「アイ・ウォント・トゥ・ステイ・ヒア (I Want to Stay Here)」のアニメーションによるプロモーション・ビデオが収められた。
アルバム『レピュテーション』は、アメリカ合衆国では1997年に、4曲を追加した『Reputation and Rarities』として、ようやくリリースされた。
このアルバムの拡大版として、いろいろなミックスや、アルバム収録に至らなかった楽曲などを含んだバージョンが、2016年8月にチェリーレッド・レコードの「Strike Force Entertainment」レーベルから、CD2枚、映像も収録したDVD1枚からなるディスク3枚のセットでリリースされた。

## トラックリスト
| #  | タイトル                                       | 作詞・作曲                                                        | プロデューサー                 | 時間 |
| -- | ---------------------------------------------- | ----------------------------------------------------------------- | ------------------------------ | ---- |
| 1. | 「レピュテーション (Reputation)」              | ブライアン・スペンス (Brian Spence)                               | アンディ・リチャーズ           | 4:13 |
| 2. | 「センド・イット・トゥ・ミー (Send It to Me)」 | アリー・ウィリス、ローレン・ウッド                                | ダン・ハートマン               | 3:56 |
| 3. | 「もう離れられない (Arrested by You)」         | ルパート・ハイン、ジャネット・オブストイ                          | ポール・ステイヴリー・オダフィ | 4:10 |
| 4. | 「時の流れに残されて (Time Waits for No One)」 | ホリー・ナイト、ダン・ハートマン                                  | ダン・ハートマン               | 3:05 |
| 5. | 「生まれたままで (Born This Way)」             | ジョフリー・ウィリアムズ、サイモン・スターリング (Simon Stirling) | ダン・ハートマン               | 3:49 |

| #   | タイトル                                                           | 作詞・作曲                           | プロデューサー                                             | 時間 |
| --- | ------------------------------------------------------------------ | ------------------------------------ | ---------------------------------------------------------- | ---- |
| 6.  | 「イン・プライヴェート (In Private)」                              | ニール・テナント、クリス・ロウ       | ニール・テナント、クリス・ロウ、ジュリアン・メンデルソーン | 4:22 |
| 7.  | 「デイドリーミング (Daydreaming)」                                 | テナント、ロウ                       | テナント、ロウ、メンデルソーン                             | 4:55 |
| 8.  | 「ナッシング・ハズ・ビーン・プルーヴド (Nothing Has Been Proved)」 | テナント、ロウ                       | テナント、ロウ、メンデルソーン                             | 4:42 |
| 9.  | 「アイ・ウォント・トゥ・ステイ・ヒア (I Want to Stay Here)」       | ジェリー・ゴフィン、キャロル・キング | テナント、ロウ、メンデルソーン                             | 2:48 |
| 10. | 「オキュパイ・ユア・マインド (Occupy Your Mind)」                  | テナント、ロウ                       | テナント、ロウ、メンデルソーン                             | 6:51 |

## チャート
| チャート（1990年）            | 最高位 |
| ----------------------------- | ------ |
| ARIAチャート                  | 144    |
| メーディア・コントロールGfKI  | 21     |
| メハカフツ                    | 59     |
| スヴァリイェトプリストン      | 28     |
| イギリス 全英アルバムチャート | 18     |